# Iouri Kovaliov (football, 1934)
Ne doit pas être confondu avec Iouri Kovaliov (football, 1993).
Iouri Fiodorovitch Kovaliov (en russe : Юрий Фёдорович Ковалёв), né le 6 février 1934 à Orekhovo-Zouïevo et mort le 25 septembre 1979 à Moscou, est un ancien joueur soviétique professionnel de football ayant évolué dans différents clubs d'URSS. Il remporte le Championnat d'Europe de football 1960.

## Biographie
Iouri Fidorovitch Kovaliov naît le 6 février 1934 à Orekhovo-Zouïevo, dans l'oblast de Moscou. À la fin de ses études scolaires secondaires, il est accepté à l'Institut des ingénieurs des transports de Moscou.
Il émet au cours de sa carrière le souhait de devenir entraîneur après sa retraite, mais abandonne finalement l'idée car trop peu d'entraîneurs sont demandés par les clubs et il ne souhaite pas partir d'un échelon inférieur. Il retourne donc à son domaine de formation et devient ouvrier dans l'entreprise AZLF, avant de se former comme installateur. Il ne reviendra pas dans le monde du football.
Il meurt le 25 septembre 1979 à Moscou.

## Carrière en club

### Début de carrière
Kovaliov commence sa carrière dans le petit club de Krasnoye Znamya Gus-Krustalny mais il n'y reste que le temps de la saison 1953 car il est repéré et transféré au Lokomotiv Moscou, qui a pour habitude de réaliser des tournées de repérage dans les petits clubs. Il intègre initialement l'équipe de réserve, en 1954, mais s'impose dès la première saison en équipe principale. Cependant, le Lokomotiv fait une mauvaise saison et se classe 10e. Les saisons 1955 et 1956 sont brèves : le Lokomotiv termine 5e et 10e et Kovaliov qui possède sa place dans l'effectif type, cherche son premier trophée.

### 1957-1959: Début de la réussite sportive
Lors de la saison 1957, le Lokomotiv, termine 4e et remporte la Coupe d'URSS de football en battant en finale le Spartak Moscou 1 but à 0. Il joue un match en totalité avec un bras cassé, sans que l'équipe adverse du Zénith Saint-Pétersbourg s'en aperçoive.
La saison 1958 débute et le club de Kovaliov prend la 5e place du championnat et est éliminé en demi-finale de la Coupe d'URSS. Kovaliov n'est pas sélectionné pour le Mondial. La saison 1959 voit le Lokomotiv passer très près du championnat en se classant second, Kovaliov décide de partir pour le Dynamo Kiev en 1960.

### 1960-1961: Passage au Dynamo Kiev et au CSKA Moscou
Kovaliov s'en va au Dynamo et dispute la saison 1960 avec le club principal de Kiev. Il passe une nouvelle fois très près du titre de champion d'URSS et termine avec son club à la deuxième place. Iouri se retrouve dans l'équipe de l'URSS pour l'Euro 1960 et remporte sans jouer le moindre match le titre de champion d'Europe. Kovaliov ne reste qu'une saison et intègre l'équipe du CSKA Moscou pour la saison 1961 mais l'équipe n'arrive toujours pas à remporter le championnat en finissant à une 4e place décevante alors qu'ils ont terminé premier dans les phases de poule.

### 1962: Retour au Lokomotiv Moscou
Kovaliov retourne en 1962 au Lokomotiv Moscou mais il n'arrive pas à faire revivre son premier club et termine 13e, le Lokomotiv descend en seconde division la saison suivante et Kovaliov fait ses débuts en First League en 1964. Le club termine premier et retourne en Soviet Top League. Kovaliov réalise sa dernière saison au Lokomotiv, le club termine 15e et Kovaliov quitte le club.

### Fin de carrière dans l'anonymat
Kovaliov après son départ du Lokomotiv, intègre les rangs du Metallourg Lipetsk, équipe située dans les divisions inférieures, Kovaliov reste le temps de la saison 1966 et s'en va au Moskvich Moscou en 1967. Il prend sa retraite en 1971.

## Carrière internationale
Kovaliov obtient sa première et unique sélection dans l'équipe nationale soviétique le 24 novembre 1957 pour un match contre la Pologne pour les qualifications de la Coupe du monde de football 1958. Il est également sélectionné trois fois dans l'équipe olympique de football.
Malgré sa convocation fréquente lors des entraînements de l'équipe nationale, il n'est que rarement sélectionné. En effet, d'autres joueurs plus spécialisés occupent son poste de prédilection, celui de milieu de terrain gauche.

## Style de jeu
Son style de jeu est décrit comme « touche-à-tout sur le terrain ». Il est encensé par Alexandre Ponomarev, qui le voit comme un « joueur très efficace ». Kovaliov est très polyvalent, pouvant passer d'une position offensive à une position défensive rapidement. Selon Boris Arkadiev, il est, au cours de son bref passage dans l'équipe olympique, le meilleur de celle-ci, jouant « tout aussi utilement en attaque qu’au milieu de terrain ».
Il manque cependant de technique, ce qui l'empêche de réaliser certains gestes techniques une fois sur le terrain. Cela lui laisse un goût permanent d'insatisfaction qu'il ne parvient pas à combler, même avec de l'entraînement. Il utilise les feintes et la rapidité d'exécution pour compenser ses faiblesses techniques, qui ne sont pas remarquées par les spectateurs.

## Palmarès
Lokomotiv Moscou
- Vainqueur de la Coupe d'Union soviétique en 1957.

 Union soviétique
- Champion d'Europe en 1960.